# Aeroprogress T-101
Die Т-101 Gratsch ist ein von ROKS-Aero (ab 1993: Aeroprogress) entwickeltes und bei MiG-MAPO in einer Kleinstserie hergestelltes STOL-Mehrzweckflugzeug.

## Geschichte
Die Auslegung der Gratsch (russisch Грач, dt. „Saatkrähe“) begann im September 1991 in den letzten Tagen der Sowjetunion mit dem Ziel, ein auf dem Konzept der Antonow An-2/An-3 basierendes Mehrzweckflugzeug zu schaffen, das diese ersetzen sollte. Die Konstruktion eines Prototyps begann im April 1992 bei der 1990 in Moskau gegründeten ROKS-Aero, die sich 1993 in Aeroprogress umbenannte. Nach dem Erstflug des Prototyps mit dem Kennzeichen FLARF-01466 am 7. Dezember 1994 begann die seit Januar 1993 vorbereitete Serienfertigung bei MiG-MAPO in Luchowizy in der Oblast Moskau, die nach einem Rechtsstreit zwischen dem Entwicklungsbetrieb Aeroprogress und dem Hersteller 1996 unterbrochen wurde. Die erste Serienmaschine war im August 1999 endmontiert und weitere sieben Flugzeuge im fortgeschrittenen Baustadium. Eine T-101 wurde im Juli 2000 für sechs Monate in die Tschukotka-Region verchartert, eine zweite zu Beginn des Jahres 2001 an einen ungenannten Betreiber geliefert und die dritte zur Auslieferung gegen Ende 2001 vorbereitet. Mit einem Kunden in Asien erfolgten Verhandlungen über die Lieferung von vier Flugzeugen bis Jahresende 2001. Im März 2002 lief die Bauteilfertigung für 50 Flugzeuge, Teile zur Montage von 25 Flugzeugen waren bereits vorhanden. Die aus der ROKS/Aero T-201 für den westlichen Markt entwickelte Chrunitschew T-201 blieb erfolglos und eine ab 2011 geplante Weiterführung des Baus in Stupino durch eine Nachfolgefirma mit Beteiligung westlicher Firmen kam nicht zustande.
Die T-101 bildet die Basis für die Aeroprogress LMS-901 Baikal, welche lediglich etwas kleiner ist. Dieser Flugzeugtyp ging aus einem Wettbewerb des russischen Industrie- und Handelsministeriums hervor, um die noch immer unverzichtbaren An-2 zu ersetzen und wurde 2019 vorgestellt.

## Konstruktion
Der abgestrebte Ganzmetall-Hochdecker mit zweiholmigem Rechteckflügel, Kreuzleitwerk und starrem Spornradfahrwerk wird von einer Propellerturbine Gluschenkow/Omsk-Mars TWD-10B mit 706 kW und einem dreiflügligen Verstellpropeller AW-24AN angetrieben.

## Varianten
- T-101W – Schwimmerflugzeug
- T-101P – Feuerlöschflugzeug mit Schwimmern, 1500–2000 kg Wasseraufnahme
- T-101S – Militärversion mit Winglets und vier Aufhängepunkten unter der Tragfläche und Stummelflügeln als Waffenträger[5]
- T-101L – Variante mit Skikufen
- T-101SCh „Rostok“ – Agrarflugzeug
- T-102 – 1995 geplante Bugradversion, nicht gebaut
- T-103 – Version mit Trapezflügel
- T-104 – 1995 geplante Variante in Kooperation mit der Firma Saloy mit Pratt&Whitney-Doppeltriebwerk mit 700 PS (515 kW) und Fünfblattpropeller, nicht gebaut
- T-105 – Schulflugzeug mit Bugradfahrwerk
- T-130 „Fregat“ (russisch Фрегат, dt. „Fregatte“) – Amphibienflugzeug
- T-202DP – Version mit Doppeltriebwerk
- T-203 „Ptschela“ (russisch Пчела, dt. „Biene“) – Agrarflugzeug[6]

## Technische Daten
| Kenngröße             | Daten                                     |
| --------------------- | ----------------------------------------- |
| Besatzung             | 1–2                                       |
| Passagiere            | 15 oder 1400 kg Fracht                    |
| Länge                 | 15,06 m                                   |
| Spannweite            | 18,20 m                                   |
| Höhe                  | 4,86 m                                    |
| Flügelfläche          | 43,63 m²                                  |
| Flügelstreckung       | 7,6                                       |
| Leermasse             | 3330 kg                                   |
| Startmasse            | 5250 kg                                   |
| Triebwerk             | ein Gluschenkow/Omsk-Mars TWD-10B; 706 kW |
| Reisegeschwindigkeit  | 250 km/h                                  |
| Höchstgeschwindigkeit | 300 km/h                                  |
| Steiggeschwindigkeit  | 4,7 m/s                                   |
| Gipfelhöhe            | 4000 m                                    |
| Reichweite            | 700 km mit voller Nutzlast                |